# 檬果樟
檬果樟（学名：Caryodaphnopsis tonkinensis）为樟科檬果樟属下的一个种。种加名 tonkinensis 意为越南“东京的”。